# La volpe dorata
La volpe dorata (Golden Fox) è un romanzo d'avventura dello scrittore Wilbur Smith pubblicato nel 1990.

## Trama
La dinastia dei Courteney continua e questa volta è il turno dell'ultima nata: Isabella, figlia di Michel Shasa Courtney (e pertanto bisnipote di Sean Courtney) e Tara Malcomess. 
La ragazza vive a Londra con il padre, ambasciatore del Sudafrica, e durante un concerto dei Rolling Stones conosce e  s'innamora della persona sbagliata, Ramòn de Santiago y Machado, parente di Fidel Castro e agente del KGB (nome in codice: Volpe Dorata), il quale si finge un onesto cittadino con lo scopo di infiltrarsi in casa Courteney e usare Isabella per avere preziose informazioni (Shasa, il padre della protagonista, in quegli anni era diventato molto influente in politica e partecipe di progetti nucleari che interessavano molto i russi). Isabella infatti rimane incinta di Ramòn e il figlio Nicholas è rapito e torturato per costringere Isabella a rivelare i segreti nucleari del Sudafrica. Shasa verrà a conoscenza della vera identità di Ramòn e solo l'intervento compatto della sua famiglia riuscirà a liberarla da quell'orribile oppressione. Cosa inaspettata per una così grande famiglia, in cui gli interessi si scontrano tra loro, alla fine del libro la grande figura di sua nonna Centaine De Thiry, ormai ultra settantenne, riunirà ogni membro per una grande prova di coraggio, molto pericolosa. 
Ancora una volta lo scenario è la maestosità africana, ma sotto un punto di vista diverso; infatti ritroviamo un'Africa avanzata, progredita, post-dominazione, ma alla mercé delle grandi potenze straniere.

## Edizioni
- Wilbur Smith, La volpe dorata, traduzione di Roberta Rambelli, collana TEA, Longanesi, 1990,  p. 490, ISBN 88-7819-435-2.

- Wilbur Smith, La volpe dorata, traduzione di Roberta Rambelli, Teadue, TEA, 1993,  p. 482, ISBN 9788878194359.

- Wilbur Smith, La volpe dorata, traduzione di Roberta Rambelli, Teadue, TEA, 2003.

- Wilbur Smith, La volpe dorata, traduzione di Roberta Rambelli, Best TEA, TEA, 2009,  p. 490, ISBN 9788850219520.

- Wilbur Smith, La volpe dorata, traduzione di Roberta Rambelli, Best TEA Big, 12 luglio 2018,  p. 417, ISBN 9788850251186.

- Wilbur Smith, La volpe dorata, traduzione di Roberta Rambelli, Super TEA, TEA, 14 ottobre 2021,  p. 482, ISBN 9788850260867.

- Wilbur Smith, La volpe dorata, traduzione di Sara Carraffini, HarperCollins, 4 luglio 2025,  p. 620, ISBN 9791259853592.